# Dold–Thoms sats
Inom algebraisk topologi, en del av matematiken, är Dold–Thoms sats, bevisad av Albrecht Dold och René Thom (1956, 1958), ett resultat som säger att homotopigruppen πi(SP(X)) av den oändliga symmetriska produkten SP(X) av ett sammanhängande CW-komplex X är den i-te singulära reducerade homologigruppen av X, vanligen betecknad med {\displaystyle {\widetilde {H}}_{i}(X;\mathbb {Z} )}.